# A Will
A Will é o oitavo álbum de estúdio da banda japonesa de rock Luna Sea, lançado em 11 de dezembro de 2013 pela Universal Music Group. É o primeiro álbum da banda após seu término em 2000 e sua volta em 2010.
A Will e outros sete álbuns da banda foram lançados pela primeira vez em formato de vinil em maio de 2019.

## Visão geral
Foi gravado no ano de 2013. Em entrevista com a Barks, Sugizo disse que são músicas que surgiram espontaneamente desde a volta da banda em 2010.
Foi lançado pela Universal Music Japan em três edições: a regular com apenas o CD de 11 faixas, a edição limitada A com quatro videoclipes em Blu-ray e a edição limitada B com quatro videoclipes em DVD. Os videoclipes são das canções "Run (乱)", "Thoughts", "The End of the Dream" e "Rouge". Também inclui versões encurtadas destes três primeiros.

## Recepção
O álbum alcançou a terceira posição nas paradas da Billboard Japan e Oricon Albums Chart.

## Faixas
| N.º            | Título                                        | Duração |  |
| 1.             | "Anthem of Light"                             | 4:16    |  |
| 2.             | "Rouge"                                       | 4:29    |  |
| 3.             | "The End of the Dream"                        | 4:00    |  |
| 4.             | "Maria"                                       | 5:28    |  |
| 5.             | "Glowing"                                     | 4:27    |  |
| 6.             | "Ran (乱)" (romanizado como "Run" pela banda) | 4:28    |  |
| 7.             | "Absorb"                                      | 6:18    |  |
| 8.             | "Metamorphosis"                               | 5:47    |  |
| 9.             | "Gin no Tsuki" (銀ノ月)                       | 5:32    |  |
| 10.            | "Thoughts"                                    | 4:04    |  |
| 11.            | "Grace"                                       | 5:11    |  |
| Duração total: | Duração total:                                | 54:16   |  |

## Ficha técnica

### Luna Sea
- Ryuichi - vocal principal
- Sugizo - guitarra
- Inoran - guitarra
- J - baixo
- Shinya Yamada - bateria